# Bulova SA
El Bulova SA fue un equipo de Fútbol de Hong Kong que jugó en la Primera División de Hong Kong.

## Historia
Fue fundado en el año 1976 como el equipo representante de la compañía de relojes Bulova, y al año siguiente participaron en la Tercera División de Hong Kong con la misión de llegar a la primera División de Hong Kong en tres años. En 1979 logra el ascenso a la Primera División de Hong Kong por primera vez, temporada en la que terminó en tercer lugar. El club abandonaría la liga al finalizar la temporada 1983/84 luego de que le impidieran tener en su plantilla más de 3 jugadores extranjeros.
El club ganó la Copa Viceroy en dos ocasiones, la Copa FA de Hong Kong dos veces y la Hong Kong Senior Challenge Shield una vez y tres subcampeonatos de liga; y disputó partidos ante Liverpool FC en 1983 y el Manchester United FC en 1984.
El club desaparece oficialmente en 1985.

## Palmarés
- Copa FA de Hong Kong: 1

1981/82, 1982/83
- Hong Kong Senior Challenge Shield: 1

1984
- Copa Viceroy: 2

1981/82, 1982/83

## Jugadores
El club es recordado por ser actualmente el único equipo de Asia en haber contado en su plantilla con jugadores de República de Irlanda, los cuales fueron Terry Conroy, Peter Foley, Tim O'Shea, Colin Baker y Sean Tse.